# مجلس جزيرة نيفيس
مجلس جزيرة نيفيس هي الهيئة التشريعية المحلية لجزيرة نيفيس الواقعة في سانت كيتس ونيفيس.
المجلس مكون من مجموعه من ثمانية أعضاء. ويتم انتخاب خمسة مباشرة في دوائر العضو الواحد باستخدام النظام الانتخابي. ويتم تعيين ثلاثة أعضاء لولاية مدتها خمس سنوات.
مجلس جزيرة نيفيس يجتمع في شارلستون في الطابق الثاني من المبنى الذي ولد فية الكسندر هاملتون.
مارجوري مورتون هو رئيس الجمعية جزيرة نيفيس الحالي، منذ عام 2001م.